# St. Elmo
St. Elmo är en spökstad i staten Colorado i USA. Staden, som grundades år 1880, ligger i hjärtat av bergskedjan Sawatch Range på 3 050 meters höjd över havet. När man började att gräva efter guld och silver bodde nästan 2 000 personer här. 
Gruvverksamheten tog slut i början av 1920-talet och järnvägen slutade att gå år 1922. St. Elmo är utnämnd till historiskt minnesmärke i National Register of Historic Places som St. Elmo Historic District och är en av Colorados bäst bevarade spökstäder.

## Historik
St. Elmo hette ursprungligen Forest City, men eftersom det fanns många städer med det namnet ändrade man det till St. Elmo, ett namn som en av stadens grundare, Griffith Evans, valde efter att ha läst en bok med den titeln.
St. Elmo hade sina glansdagar på 1890-talet, med både en telegrafstation, affär, stadshus, 5 hotell, flera salooner och  danspalats, en tidningsredaktion och en skola. Den smalspåriga järnvägslinjen från Denver Denver, South Park and Pacific Railroad gick genom St. Elmo och det fanns hela 150 inmutningar inom området. 
De flesta invånarna arbetade i gruvbolagen varav Mary Murphy Mine var det största. Guld för mer än 60 miljoner dollar  hämtades ut ur den gruvan. Mary Murphygruvan, som var den sista i St. Elmo som stängdes, lades ned år 1922 när järnvägen slutade att gå.
Efter gruvornas stängning minskade befolkningen i St. Elmo kraftigt. Gruvarbetarna sökte sig till andra ställen där det fanns guld och silver och stadens affärsdistrikt stängdes ned. Endast ett fåtal invånare stannade kvar i St. Elmo och postkontoret stängde när postmästaren dog år 1952.
Även om St. Elmo idag betecknas som en spökstad så är den fortfarande bebodd. Många turister besöker staden och affären är öppen på sommaren. De flesta byggnaderna är ursprungliga, bortsett från några som har återuppbyggts efter en brand år 2002.